# Cementiri de Sant Pere Pescador
El Cementiri de Sant Pere Pescador és una obra de Sant Pere Pescador (Alt Empordà) inclosa a l'Inventari del Patrimoni Arquitectònic de Catalunya. Situat a l'oest del nucli urbà de la població, a tocar la carretera de Sant Pere Pescador a Vilamacolum.

## Descripció
Conjunt de planta trapezoïdal envoltat per una tanca d'obra. Està format diversos cossos rectangulars de nínxols, disposats als laterals i al fons del recinte. Al mig hi ha un camí pavimentat que condueix a la capella. De planta rectangular i amb la coberta de dues vessants, presenta el coronament de la façana esglaonat amb una creu de ferro a la part superior. Al costat hi ha un panteó completament cobert d'heura. Se li observa una planta rectangular, amb coberta a quatre aigües i un petit porxo davant l'accés. Està coronat amb una creu. Un altre element destacable és la tomba del comandant Vidal Geli. Presenta l'escultura d'un àngel asseguda en el basament poligonal d'una creu decorada. Per acabar, l'accés principal al cementiri es fa a través d'un gran portal d'arc de mig punt, amb el coronament ondulat. La resta de la tanca presenta rajola vidrada al coronament. Tot l'accés està arrebossat i pintat de blanc.